# Румен Сурджийски
Румен Иванов Сурджийски е български кинорежисьор.

## Биография
Роден е на 24 септември 1943 г. в село Гложене. През 1967 г. завършва театрална режисура във ВИТИЗ „Кръстьо Сарафов“. Учи в класа на Заслужилия артист проф. Стефан Сърчаджиев, а по-късно и в класа на проф. Анастас Михайлов. Първата му професионална постановка е „Калиакра“ (сезон 1967 – 1968 г.), на сцената на Добричкия драматичен театър „Йордан Йовков“. По-известен е с филмите си „Лебед“ (1976), „Снимки за спомен“ (1979) и „Място под слънцето“ (1986).

### Детство и юношество
Румен Сурджийски е роден в село Гложене, Оряховско, в семейство на обикновен работник. През 1943 година, поради състоянието на война и продължаващите бомбардировки на София, родителите му избират за неговото раждане спокойния живот на село.
Училището му върви. Много спортува – футбол, лека атлетика, гимнастика и плуване. Често посещава Културния дом на транспортните работници, където се проявяват множество музикални и драматични състави. В дома репетира и детско-юношески драмсъстав, ръководен от актрисата от Младежкия театър Льоли Попова.
По същото време се явява на конкурс в Радио „София“, където търсят няколко деца за участие в научно-популярно предаване, заедно с актьора от Народния Театър Емил Стефанов. Приемат го. По-късно започва да води самостоятелно радио-предаване – „Чудни страници“. Излъчва се всяка събота сутрин.
Още като ученик участва в редица кино-клубове, ръководени от Тодор Андрейков, проф. Неделчо Милев и други. Там се състои първото му запознаване с европейското и световно кино.
В 11-и клас е избран за знаменосец на гимназията. Завършва 14-о СПТУ училище „Проф. д-р Асен Златаров“ в кв. „Банишора“ (София).
В родната казарма служи две години, в мотострелкови полк в поделението в Гара Пирин (днес Кресна, област Благоевград). Приет е в школата за младши сержанти.

### Студентство
Киното е негова мечта, но кинофакултетът към „ВИТИЗ“ все още не е открит, а за следване в чужбина не може и да си мечтае – баща му е обикновен работник. Затова решава друго – да завърши театрална режисура, а после да търси своя път в киното.
Кандидатства за висше образование с две специалности – английска филология и режисура. Приемат го и на двете места. От осем души приети режисьори, той е на четвърто място. Избира режисурата.
Постъпва във ВИТИЗ „Кръстьо Сарафов“, през 1963 г. Негови учители са проф. Стефан Сърчаджиев и Методи Андонов, за когото той твърди: „гениален преподавател, споменът за който ще топли душата ми, докато съм жив...“ Във втори курс проф. Сърчаджиев умира, а класът продължава да следва при проф. Анастас Михайлов.
По време на следването си се учи от филмите на Микеланджело Антониони, Федерико Фелини, Жан-Люк Годар и други режисьори от „френската нова вълна“. Силно впечатление му правят филмите на полското и чешкото кино, творчеството на Анджей Вайда, Милош Форман, световни режисьори, като Ингмар Бергман, Акира Куросава и др.
Негови състуденти са: Стефан Данаилов, Илия Добрев, Стефан Мавродиев, Милен Пенев, Кирил Кавадарков, Добромир Манев, Продан Нончев, Иво Русев, Меглена Караламбова, Елена Райнова, Лидия Еминова, Людмила Захариева, Веселина Благоева. Както той сам възкликва: „Какъв клас, какви актьори!“
- Румен Сурджийски като първи курс студент във ВИТИЗ, 1963 г.
- На снимачната площадка, 1979 г.
- Работа над сценарий, 1986 г.
- Румен Сурджийски и Стефан Данаилов (съвипускници)

## Кариера и творчество
Първи стъпки в киното, Румен Сурджийски прави като актьор. Още като студент във ВИТИЗ, той участва с две малки роли във филмите „С дъх на бадеми“ (1967) и „Случаят Пенлеве“ (1967).
През същата година (1967), той завършва ВИТИЗ и постъпва по желание като режисьор-постановчик в Добричкия Драматичен Театър „Йордан Йовков“. Първата му пиеса на негова сцена е „Калиакра“ (сезон 1967 – 1968), която е възобновена постановка от минал театрален сезон, с автор драматургът на театъра, Кръстьо Дренски. Постановката пресъздава легендата за Калиакра, главната роля, в която се изпълнява от Заслужилата актриса Катя Паскалева. Следват постановките „Големанов“ от Сте Ле Костов (1968), с която Добричкия Драматичен Театър гостува на Театъра в град Нитра, Словакия, „Вечерите на Иван Гилин“ от Николай Парушев (сезон 1968 – 1969), „Свекърва“ от Антон Страшимиров (сезон 1968 – 1969) и „Чичовци“, драматизация по Иван Вазов (сезон 1969 – 1970).
На сцената на Добричкия Драматичен Театър „Йордан Йовков“, Румен Сурджийски има удоволствието да работи с колектив – актьорите Катя Паскалева, Кирил Кавадарков, Лидия Еминова, Пламен Дончев, Радослав Стоилов, Стоян Герганов, заедно с някои от заварените актьори – Калчо Георгиев, Галина Ненова, Любен Попов, Венцислав Вълчев, Атанас Божинов, с режисьорите Николай Поляков и Кузман Попов. Художник е Лидия Бацинова. През 1970 г. пожар изпепелява старата сграда на театъра и трупата се премества в местния културен дом.
През 1970 г., Румен Сурджийски е поканен от Пенчо Димитров, асистент-продуцент от Студията за игрални филми „Бояна“, да работи като асистент-режисьор по диалога, в българо-италианската продукция „Михаил Строгов“ („Michael Strogoff“, 1970), на режисьора Ерипрандо Висконти. Работата на тези асистенти е да помагат на българските актьори да се справят с английския текст, тъй като филмът се снима на английски език. Той не се колебае, напуска театъра и така започва неговият път в киното.
Като асистент-режисьор, Румен Сурджийски работи и в продукцията „Необходимият грешник“ (1971) на режисьора Борислав Шаралиев.
Като втори режисьор, той снима филмите: „Трета след слънцето“ (1972), на реж. Георги Стоянов, „Иван Кондарев“ (1974), на реж. Никола Корабов, „Виза за океана“ (1975), на реж. Лада Бояджиева и "Хора отдалече“ (1977), на реж. Никола Рударов.
Първият му авторски проект е документалният филм „Както в кинопреглед“ (1975), който е колективен портрет на жените, работещи в Завода за запаметяващи устройства в Пловдив. За него, той получава наградата за дебют на Фестивала на документалното кино в Пловдив.
Дебютът му като режисьор-постановчик е с филма „Лебед“ (1976), по сценарий на Владимир Ганев и по мотиви от разказа „Инат хора“ на Ивайло Петров. Следват филмите „Снимки за спомен“ (1979) по сценарий на Атанас Ценев и Димитър Димитров (базиран на романа „Моето първо лято“ на Емил Манов), и „Място под слънцето“ (1986) по сценарий на Цилия Лачева.
От 1981 година е член на Съюза на българските филмови дейци.

## Филмография
- Случаят Пенлеве (1967), 3 новели - войник (във 2-рата новела: „Пенлеве“)